# Балет
Балет је театарски облик игре који је почео да се развија у западној Европи током ренесансе (1300—1600). Балетска техника се састоји од стилизованих покрета и ставова који су развијени током векова у тачно одређен, иако донекле променљив, систем назван академски балет (фр. danse d’école). Сама реч балет означава и музичко дело у којем се користи играчка техника као главни начин изражавања радње. Оваква дела су често, али не и увек, праћена сценографијом и костимима.
Иако се сматра да је балет музичко-сценско дело које се користи само покретом, све чешће је да се уз оркестарску музику користи и солистичко или хорско певање (нпр. балет Грк Зорба познатог грчког композитора Микиса Теодоракиса).

## Врсте и форме балета
Као и остали плесови, балет може бити групни наступ или соло извођење. Постоје балети с радњом или без ње, те и музика програмска или апсолутна. Играчи каткад тумаче и апсолутну музику програмски. Садржај једног балета (нпр. Петрушка Стравинског) се може упоредити са опером. Радња се најрадије одвија тако да долази до смењивања солистичких партија, дуета (фр. pas de deux) и групних наступа. Као епизода, балет се јавља и у опери, било без икакве везе с радњом (као у Травијати Ђузепеа Вердија) било да је уткан у збивање (на пример Баханал у Вагнеровом Танхојзеру).

## Балет као темељни плесни покрет
Балет је једна од најстаријих плесних техника која је темељ свим осталим плесним стиловима. Балет карактеришу строге форме тела и отворени положај стопала, што значи да је цела нога заротирана из кука према споља за 90 ступњева. Балетна техника не познаје употребу силе и наглих покрета. Сви покрети морају бити контролисани и не смеју се изводити са згрченим мишићима, већ истегнутим у даљину. Елементи који се увежбавају су велики и мали чучњеви, истезање и дизање ногу, рад стопала, различити нагиби и ротације тела, различите врсте окрета (пируете) и скокова који се могу изводити из великога или малог чучња, с обе или једне ноге и сл.
Балет није само за професионалце, већ је и изврсна активност за рекреативце. Разлика између рекреативног и професионалног бављења плесом је само у томе што рекреативци изводе мање компликоване елементе. Рекреативци такође не морају да имају степен отворености до пуних 90 степени, већ онолико колико то допуштају индивидуалне природне предиспозиције тела.

## Развој балета
Први почеци савременог балета јављају се у Италији у 15. веку одакле средином 16. века прелазе у Француску. Балет се усавршио у Француској, одакле се проширио и у друге земље. У почетку развоја, плесне сцене изводили су маскирани играчи, а касније се развио дворски балет као јединство игре, вокалне и инструменталне музике и говорног текста.
Оснивањем балетских школа, од 1661. године почиње историја класичног професионалног балета у коме се инсистира на чистоти покрета и виртуозитету, изражајности, пантомими и лирској осећајности. То је заменило дотадашње строго конвенционалне геометријске покрете и немотивисан ток играчке радње. Романтични балет, инспирисан бајкама и легендама, интерпретиран је класичном балетском техником у коју све више улазе елементи темпераментних народних игара.
До 1720-их година балет је почео да се приказује у операма широм Европе.
Женски костими су постали лакши од тешких дворских костима, и ципеле са високим потпетицама су замењене нежним ципелицама које су дозвољавале слободније покрете. Подсукња, претеча хеланки, је постала саставни део костима како су сукње постајале све краће да би се показале ноге. У току времена сукње су се подизале колико су могле, да би на крају кулминирале у облику пачке. Увођење шпиц-патика у балет, које су давале потпору ногама и стопалима, дозволило је балеринама да се подигну на врхове прстију, што је помогло да се створи илузија одупирања гравитацији.
Свако време ствара своју уметност. Тако се у наше доба уз класичан балет, који се и даље негује, развио модеран балет. Он тражи слободније и богатије покрете тела, који могу изразити мноштво мисли, осећања и тежњи данашњег човека и његовог живота. Почетком 20. века Сергеј Дјагиљев окупља младе кореографе и музичаре стварајући модеран балет који тежи јединству покрета и музике. Користећи естетске компоненте класичне балетске технике, древних и модерних народних и друштвених игара, савремени балетски израз има широк одјек: од играчког егзибиционизма преко усавршавања класичног академизма до револуционарних балета са идеолошком садржином.

## Звања балетских уметника
- Примабалерина асолута - највише звање за интерпретаторку класичног балета, додељено неколико пута у историји балетске уметности

- Примабалерина (жене) / првак балета (мушкарци) - најквалитетнији солисти трупе, који играју улоге првог фаха
- Солиста - балетски уметник (уметница) који изводи прве и друге улоге у представама или солистичке деонице (нумере)
- Ансамбл (мушки и женски) - балетски играчи који играју заједничке сцене, без појединачних деоница

## Термини у балету
- Кореографија - играчка уметност у целини коју изводи играч (балерина/балетан) или формација - група плесача.
- Дивертисман - концертни програм састављен од игара различитих по жанру и карактеру.

## Техничке методе балетске наставе
Постоји шест широко коришћених, међународно признатих метода за подучавање или студирање балета. Ове методе су француска школа, Ваганова метода, Цекетијев метод, Бурнонвилов метод, метода Краљевске академије плеса (енглески стил) и Баланчинова метода (амерички стил). Много више школа технике постоји у разним земљама.
Иако су деца предшколског узраста уносан извор прихода за балетски студио, настава балета генерално није прикладна за малу децу. Почетна инструкција захтева да се стоји мирно и концентрише на држање, а не на плес. Због тога многи балетски програми историјски нису примали ученике до отприлике 8 година. Креативно кретање и незахтевни предбалетски часови се препоручују као алтернатива за децу.

### Француски метод
Француски метод је основа сваке балетске обуке. Када је Луј XIV 1661. године створио Краљевску академију плеса, помогао је у стварању кодификоване технике коју и данас користе они који се баве овом професијом, без обзира на то које методе обуке се придржавају. Француска школа је посебно ревитализована под Рудолфом Нурејевом, током 1980-их. Његов утицај је ревитализовао и обновио поштовање према овом стилу, и драстично је обликовао балет у целини. Заправо, француска школа се сада понекад назива школа Нурејев. Француски метод често карактерише техничка прецизност, флуидност и грациозност, и елегантне, чисте линије. За овај стил се често користи брз рад ногу како би се оставио утисак да извођачи лагано лебде по сцени. Два важна заштитна знака ове технике су специфичан начин на који се изводе порт де брас и епаулемент, заокруженији него када се игра у руском стилу, али не тако заокружен као дански стил.

## Најпознатији и најизвођенији класични балети
„Лабудово језеро”, „Успавана лепотица”, „Ромео и Јулија”, „Дон Кихот”, „Пепељуга”, „Петрушка”, „Охридска легенда” и многи други.
- Балетски композитори
  - Петар Иљич Чајковски
    - Лабудово језеро
    - Крцко Орашчић
    - Успавана лепотица

  - Адолф Адам
    - Жизела

  - Чезаре Пуњи
    - Есмералда

  - Лудвиг Минкус
    - Дон Кихот
    - Бајадера

  - Лео Делиб
    - Копелија
    - Силвија

  - Микис Теодоракис
    - Грк Зорба

- Балет у Србији
  - Стеван Христић
    - Охридска легенда

  - Зоран Мулић
    - Вечити младожења
    - Избирачица